# Helmut Wirnsberger
Helmut Wirnsberger (narozen ve Štýru) byl rakouský odstřelovač, sloužící během druhé světové války v řadách německého Wehrmachtu. Sloužil ve 3. horské divizi na východní frontě. Je mu připisováno 64 potvrzených zabití.
Po výcviku v Seetalských Alpách byl Helmut Wirnsberger poslán na východní frontu v září 1942. Používal pušky Karabiner 98k a Gewehr 43.
Po zranění mu bylo přiděleno vyučování nových odstřelovačů.